# 중국 민주당
중국 민주당(中國民主黨)은 중화인민공화국 홍콩에서 아직 설립되지 못한 가상 정당이다.

## 같이 보기
- 남몽골 민주연맹